# Domstoladministrationen
Domstoladministrationen er et norsk uafhængig forvaltningsorgan med ansvar for administrativ støtte for alle landets almindelige domstole samt jordskiftedomstolene. Domstoladministrationen har budgetmyndighed, ansvar for kompetence- og udviklingsarbejde og informationsvirksomhed både indenfor domstolene og eksternt. Den er fysisk placeret i Trondheim i Sør-Trøndelag.
Domstoladministrationen arbejder tværfagligt, men er inddelt i følgende otte enheder:
- Organisation og personal-enheden
- Økonomi- og ejendomsenheden
- Juridisk enhed
- Enhed for information og samfundskontakt
- Serviceenheden
- IKT-enheden
- Jordskifteenheden
- Enhed for kompetence